# Patricia Ellis
Patricia Ellis, nata Patricia O'Brien (Birmingham, 20 maggio 1918 – Kansas City, 26 marzo 1970), è stata un'attrice statunitense.

## Biografia
Nata nel 1918 da Eugene O'Brien e Florence Calkins, sua madre divorziò e si risposò con Alexander Leftwich, un produttore di musical di New York. La circostanza incoraggiò l'interesse per il mondo dello spettacolo di Patricia che aveva già imparato a cantare e a recitare nelle scuole da lei frequentate a Bronxville e a New York. Entrata a far parte di una compagnia teatrale, fece anche un provino cinematografico e venne scritturata dalla Warner Bros.
Ottenne nel 1932 delle piccole parti e fu scelta tra le quindici WAMPAS Baby Stars dell'anno. Nel 1933 la sua carriera prese slancio, comparendo in otto film, da The King's Vacation, con George Arliss e Marjorie Gateson, a Dinamite doppia, con James Cagney, col quale fu protagonista anche l'anno dopo in The St. Louis Kid. Dal 1935 al 1937 partecipò a diciannove film di vario genere e quasi tutti con ruoli di protagonista, da A Night at the Ritz a Paradiso per due.
Questa nuova attività durò poco: il 12 luglio 1941 sposò l'uomo d’affari George O'Maley, stabilendosi con lui a Kansas City, nel Missouri. La coppia ebbe una figlia e visse unita fino alla morte per cancro dell'attrice nel 1970.

## Filmografia parziale

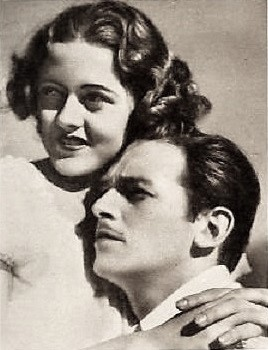
Con Douglas Fairbanks Jr. in The Narrow Corner (1933)

- Three on a Match, regia di Mervyn LeRoy (1932)
- Il giardino del diavolo (Central Park), regia di John G. Adolfi (1932)
- Lawyer Man, regia di William Dieterle (1932)
- The King's Vacation, regia di John G. Adolfi (1933)
- Quarantaduesima strada (42nd Street), regia di Lloyd Bacon (1933)
- Dinamite doppia (Picture Snatcher), regia di Lloyd Bacon (1933)
- Elmer, the Great, regia di Mervyn LeRoy (1933)
- The Narrow Corner, regia di Alfred E. Green (1933)
- 'Tis Spring, regia di John Francis Dillon - cortometraggio (1933)
- Il mondo cambia (The World Changes), regia di Mervyn LeRoy (1933)
- Convention City, regia di Archie Mayo (1933)
- Easy to Love, regia di William Keighley (1934)
- Harold Teen, regia di Murray Roth (1934)
- Affairs of a Gentleman, regia di Edwin L. Marin (1934)
- Let's Be Ritzy, regia di Edward Ludwig (1934)
- Here Comes the Groom, regia di Edward Sedgwick (1934)
- The Circus Clown (1934)
- A Night at the Ritz (1935)
- Il ponte, regia di Frank Borzage (1935)
- Il re della risata (Bright Lights), regia di Busby Berkeley (1935)
- La montagna incatenata (1936)
- Down the Stretch (1936)
- Melody for Two (1937)
- Paradiso per due (1937)
- The Lady in the Morgue (1938)
- Venti anni dopo, regia di John G. Blystone (1938)
- Back Door to Heaven (1939)
- Fugitive at Large (1939)

## Riconoscimenti
- WAMPAS Baby Star nel 1932